# Nanabozho
Nanabozho, Nanabozho je dobroćudni kulturni heroj plemena Anishinaabe. Njegovo se ime piše na toliko različitih načina, djelomično zato što jezici Anishinabe izvorno nisu bili zapisani (tako da su govornici engleskog samo sricali ime kako god im je u to vrijeme zvučalo), a djelomično zato što se Ojibway, Algonquin, Potawatomi i Menominee jezici govore na velikom geografskom rasponu u Kanadi i SAD-u, a ime zvuči drugačije na različitim jezicima i dijalektima kojima govore. Međutim, različita prva slova njegova imena imaju zanimljiviju priču: Nanabozhova baka, koja mu je dala ime, koristila je česticu "N-" da započne njegovo ime, što znači "moj". Drugi govornici (koji nisu Nanabozhova baka) obično bi odbacili ovu nježnost i koristili općenitije prefikse W- ili M-. Zato kada se sluša tečnog govornika Ojibwea koji priča priču o Nanabozhou, on će kulturnog heroja većinu vremena zvati Wenabozho, ali će ga zvati Nanabozho dok pripovijeda u ime svoje bake!
Priče o Nanabozhou znatno se razlikuju od zajednice do zajednice. Za Nanabozha se obično kaže da je sin ili Zapadnog vjetra ili Sunca, a budući da mu je majka umrla dok je bio beba, Nanabozha je odgajala njegova baka Nokomis. U nekim plemenskim tradicijama Nanabozho je jedinac, ali u drugima ima brata blizanca ili je najstariji od četiri brata. Najvažnija figura Nanabozhovog brata je Jiibayaabooz ili Moqwaio, Nanabozhov nerazdvojni pratilac (često prikazan kao vuk) za kojeg se različito kaže da je njegov brat blizanac, mlađi brat ili usvojeni brat. Nanabozho se povezuje sa zečevima i ponekad se naziva Velikim zecem (Misabooz), iako se rijetko prikazuje u fizičkom obliku zeca. Nanabozho je figura prevaranta i može biti pomalo nitkov, ali za razliku od figura prevaranata u nekim plemenima, on ne modelira nemoralno i ozbiljno neprikladno ponašanje-- Nanabozho je čestit heroj i predani prijatelj i učitelj čovječanstva. Iako se tijekom podučavanja može ponašati nestašno, glupo i šaljivo, Nanabozho nikada ne čini zločine niti, a narod Anishinabe na njega gleda s velikim poštovanjem i ljubavlju.

## Alterativni nazivi
Wenabozho, Wenaboozhoo, Waynaboozhoo, Wenebojo, Nanaboozhoo, Nanabojo, Nanabushu, Nanabush, Nanapush, Nenabush, Nenabozho, Nanabosho, Manabush, Winabojo, Manabozho, Manibozho, Nanahboozho, Minabozho, Manabus, Manibush, Manabozh, Manabozo, Manabozho, Manabusch, Manabush, Manabus, Menabosho, Nanaboojoo, Nanaboozhoo, Nanaboso, Nanabosho, Nenabuc, Amenapush, Ne-Naw-bo-zhoo, Kwi-wi-sens Nenaw-bo-zhoo.